# كايف ستوري
قصة كهف (بالإنجليزية: wikipedia.org/wiki/Cave_Story Cave Story) هي لعبة فيديو منصات مغامرة مترويدفنيا صدرت في عام 2004 لحواسيب الويندوز. تم تطويرها على مدى خمس سنوات من قبل دايسوكي أمايا في وقت فراغه. تتميز لعبة قصة كهف بميكانيكيات منصة ثنائية الأبعاد ويذكرنا الألعاب الكلاسيكية التي لعبها أمايا في شبابه، مثل ميترويد (1986) وكاسلفانيا (1986). بعد إصداره الأولي للمنشور ذاتياً، اكتسبت لعبة قصة كهف شيئاً من شعبيتها على الإنترنت. وقد حظيت بشهرة واسعة النطاق لشخصياتها الجذابة والإعداد والقصة وأسلوب اللعب.
عملت المطورة المستقلة نيكوليس مع امايا في نقل اللعبة إلى وي واير وDSiWare في عام 2010. تم إصدار نسخة محسنة من اللعبة بعنوان قصة كهف بلس، وصدرت على متجر ستيم في نوفمبر 2011 ولـجهاز نينتندو 3دي أس في أكتوبر 2012.كما صدرت نسخة ثلاثية الأبعاد للعبة، بعنوان Cave Story 3D، تم تطويره بواسطة نيكوليس ونشر بواسطة نيبون إشي سوفت وير لـجهاز نينتندو 3دي أس في نوفمبر 2011. تم الإعلان عن إصدار نينتندو سويتش في 5 أبريل 2017 بواسطة Nicalis، وتم إصداره في 20 يونيو 2017.

## طريقة اللعب
```
يتحكم اللاعب في الشخصية الظاهرة على الشاشة باستخدام لوحة المفاتيح أو لوحة الألعاب. يتقدم اللاعب عن طريق تحريك شخصية لعبة الألغاز وأعداء والإطلاق باستخدام السلاح المجهز. عندما يجمع اللاعب أسلحة متعددة، قد يكون مثبتًا في أي وقت بضغطة زر. في بعض الأحيان، يؤدي هزيمة الأعداء إلى إنتاج أجسام مثلثة صفراء، والتي تعطي نقاط خبرة للأسلحة عند جمعها.
```

يمكن تحسين الأسلحة حتى المستوى الثالث، ولكن إتلافها يؤدي إلى فقدان الأسلحة للخبرة والمستويات. تنتشر ترقيات القدرة على الصواريخ والصواريخ في جميع أنحاء العالم. يتعين على اللاعب التفاعل مع مجموعة متنوعة من الشخصيات غير المشغلة والكائنات لإكمال اللعبة.

## الرواية

### الاعداد
تجري قصة اللعبة داخل المناطق الداخلية الكهفية من جزيرة عائمة. يسكن الجزيرة من قبل الميميغس، وهو نوع من المخلوقات الحسية تشبه الأرانب. تتسبب أنواع معينة من الزهرة الحمراء التي تنمو في الجزيرة في أن يسقط الميميغاس المسالم عادةً في جنون عنيف عندما تناوله. كما تخفي الجزيرة قطعة أثرية تسمى «تاج الشيطان»، والتي تتمتع بقوى سحرية واسعة. تم إرسال جيش من جنود الروبوت إلى الجزيرة العائمة في رحلة عسكرية، سعياً لتسخير تاج الشيطان كسلاح للحروب على سطح العالم العلوي. قامت هذه الروبوتات بقتل الميميغاس بشكل عشوائي في بحثهم عن التاج، لكن تمت هزيمتهم عندما قرر الميميغاس تناول الزهور الحمراء كحل أخير. قبل بدء اللعبة بقليل، شكّل البروفيسور بوستر وعائلة ساكاموتو ومساعدون مختلفون حزباً علمياً للبحث في الجزيرة، لكن تقطعت بهم السبل عندما تمكن طبيبهم من الحصول على التاج ثم أجبر البعثة على البحث عن الزهور الحمراء.

#### القصة
تستيقظ الشخصية في كهف مع عدم وجود ذاكرة من اين جاء ليكون هناك. يجد قرية من الميميغاس، الذين يتعرضون للاضطهاد من قبل الطبيب. يبحث عبيد الطبيب Misery وبلروغ عن سو سكموتو، وهي فتاة تحولت إلى ميميغاس. مع عدم العثور عليها، اختطفوا عن طريق الخطأ ميميغا آخر يدعى توروكو بدلا من ذلك. يجد اللاعب سو في ممر البيض، حيث تكتشف بيوض تنين السماء، والتي يمكن أن تسمح لها بالهروب من الجزيرة العائمة إذا فقست. تحاول سو إنقاذ شقيقها كازوما، لكن كينغ، زعيم قرية ميميغا، يقبض عليها ويحملها مسئولية خطف توروكو. سو تختبر اللاعب عن طريق استرداد كازوما من قرية العشب. بعد تحريره، يلتقيان مع الأستاذ Booster، الذي يكشف أن الطبيب يخطط لاستخدام الزهور الحمراء على الميميغا لإنشاء جيش للسيطرة على العالم السطحي. يرسل Booster اللاعب إلى المنطقة الرملية لتدمير الزهور الحمراء قبل أن يتمكن الطبيب من العثور عليها. أثناء وجوده هناك، يلتقي اللاعب مع Curly Brace، وهي إنسان آلي لا تمتلك أي ذكريات عن ماضيها، وجنكا، وهي ساحرة قديمة وهي أم Misery وحارسة الزهور الحمراء. جنكا تصف شخصية اللاعب بـ «جندي من السطح»، وهو واحد من الكثيرين الذين تم إرسالهم إلى الجزيرة لقتل الميميغاس. تمكن بلروغ من سرقة المفتاح إلى المستودع الذي يحتوي على زهور حمراء من جنكا، الذي يحث اللاعب على إيقافهم. قبل أن يتمكن اللاعب من الوصول إلى المستودع، يقوم الطبيب بتغذية الزهرة الحمراء لتوروكو بالقوة وإصابة كينغ بجروح خطيرة، مما لا يترك للاعب خيار سوى محاربة توروكو الذي يتوفى في النهاية.
Misery ينفى اللاعب إلى المتاهة العميقة داخل الجزيرة كعقوبة للتدخل في خطط الطبيب. كما ويلقي بكورلي برايس في المتاهة ويتعاونان للهروب. يساعدهم بلروغ على تحريك الصخرة التي تسد المخرج، كاشفاً عن طبيعته الكريمة. يجد الثنائي ويهزمان كور، وهو مخلوق سحري تحافظ قوته على الجزيرة عائمة. ومع ذلك، فإن الطبيب يسارع لإنقاذه قبل انهيار الجزيرة. اعتمادا على ظروف معينة، قد يستطيع اللاعب انقاذ كورلي، التي ضحت بخزان الهواء لإنقاذ شخصية اللاعب. عندما يعود إلى قرية ميميغا، يجد أن الطبيب قد قبض على ميميغاس. في «ممر البيض»، يقدم كازوما للاعب خيارًا للهروب من الجزيرة معه باستخدام تنين السماء، مما يؤدي إلى نهاية بديلة يخترق فيها الطبيب عالم السطح بينما يختبئ كازوما واللاعب في الجبال. قد يختار اللاعب بدلاً من ذلك مواجهة الطبيب وتدمير كور الجزيرة، الأمر الذي سيعيد ميميغاس إلى طبيعته. يقوم اللاعب بتحجيم الجدار الخارجي للجزيرة للوصول إلى المزرعة حيث يستخدم الطبيب الميميغاس كعامل لزراعة الزهور الحمراء. يمسك عبيد الطبيب باللاعب ويضعونه في زنزانة السجن مع سو. يتم أخذها قبل أن يستيقظ اللاعب، لكن رسالتها تكشف أن الطبيب كان عضواً في الحملة البحثية التي شملت عائلة سو والبروفيسور بوستر، لكنه خانهم عندما وجد تاج الشيطان. توجه سو اللاعب لإيجاد والدتها التي قد تكون لديها خطة لإيقاف الطبيب.
إذا قام اللاعب بإنقاذ كورلي برايس في وقت سابق، فقد يعثر اللاعب على عنصر لاستعادة ذكرياتها. فتتذكر أن اسم شخصية اللاعب هو Quote، وأنهم لم يكونوا الروبوتات القاتلة التي ذبحت الميميغاس في الماضي. بدلا من ذلك، تم إرسالهم لتدمير تاج الشيطان لمنع قوتها من الوقوع في الأيدي الخطأ. Quote يجد أم سو، مومورين، التي تقوم ببناء صاروخ يتيح الوصول إلى الجزء العلوي من الجزيرة حيث يقيم الطبيب. بعد مساعدتها على إكمال الصاروخ، Quote يتواجه ضد Misery والطبيب. قام الطبيب بتطهير جوهر الزهور الحمراء إلى بلورة، مما يسمح له بالبقاء على قيد الحياة حتى بعد أن يدمر Quote جسده. تتملك روح الطبيب كور الجزير، لكن Quote ينجح في تدمير ذلك أيضاً، مما يتسبب ذلك في أن تبدأ الجزيرة في السقوط إلى الأرض. إذا أنقذ اللاعب كورلي واستعادت ذكرياتها، فيمكن أن يدخل إلى مرحلة المكافأة المسماة ملجأ بلوودستيند حيث يمكن العثور على كورلي وإنقاذها. وهنا أيضا يتم سجن بالوس - مبتكر تاج الشيطان وشقيق جنكا الأصغر. ساحرٌ قوي جداً الذي اصابه الجنون ودمر وطنه بعد تعرضه للتعذيب من قبل الملك الغيور، تم ختم بلّوس في اعماق الجزيرة من قبل شقيقته. في مرحلة ما، أجبرته ابنة أخته Misery على إنشاء تاج الشيطان، ولكن أصبحت هي وبلروغ اصيبوا بلعنة ليخدموا أي شخص يمتلكه. بالإضافة إلى ذلك، يُذكر من خلال السرد أن تاج الشطان سيصلح نفسه إذا تم تدميره، وسوف يفقد قوته فقط إذا تم قتل بالوس، مما استلزم أن يأخذ Quote وكورلي حياته.
بمساعدة كورلي برايس، يهزم Quote بالوس ويوقف مصدر الطاقة السلبية التي كانت تتسبب في سقوط الجزيرة، لإنقاذ سكانها. ينقذ بالوس الاثنين قبل أن يتم سحقهم من قبل سجن بلّوس المنهار-كان قد تم إرساله من قبل Misery كشكر على كسر لعنة. Quote، كورلي برايس، وبالوس يغادرون الجزيرة ليعيشوا أيامهم في سلام.

## روابط خارجية
- كايف ستوري على موقع IMDb (الإنجليزية)